# Compassion
Compassion is een internationale, christelijke kindsponsororganisatie. Wereldwijd zijn er meer dan 2,4 miljoen kinderen opgenomen in zogenaamde Compassion-projecten. Compassion werkt altijd samen met de lokale kerk en uitsluitend met lokale medewerkers. Compassion werkt in 29 landen op 3 continenten: Azië, Afrika en Latijns-Amerika. Er worden fondsen geworven in 14 landen, waaronder Nederland.

## Identiteit en aanpak
Compassion is een christelijke organisatie. De slogan van Compassion luidt: Bevrijdt kinderen van armoede in Jezus' naam. Geloof is echter geen voorwaarde voor een kind opgenomen te worden in een project. Een kind dat deelneemt aan een Compassion-project, wordt gekoppeld aan een sponsor. Een sponsor is betrokken via giften, brieven en gebed. 
Volgens Compassion zijn kinderen die opgroeien in extreme armoede extra kwetsbaar. Zij zijn vatbaar voor allerlei vormen misbruik, uitbuiting en geweld. Als deze kinderen al naar school gaan, hebben ze vaak te maken met leeronderbrekingen, met een leerachterstand als gevolg. Gebrek aan onderwijs heeft een negatief effect op het verdienvermogen in de toekomst. Zonder goede scholing wordt het erg moeilijk om aan extreme armoede te ontkomen.
De aanpak van Compassion is holistisch:
- Ieder kind gaat naar school, doet een vervolgstudie of leert een vak.
- Ieder kind krijgt medische zorg en er is aandacht voor lichamelijke ontwikkeling.
- Ieder kind hoort dat het geliefd is en leert om gezonde relaties aan te gaan.
- Ieder kind krijgt een eigen bijbel en de mogelijkheid om God persoonlijk te leren kennen.

Naast kindsponsoring heeft Compassion ook verschillende fondsen:
- Moeders en baby’s
- Zeer kwetsbare kinderen
- Water & Hygiëne
- Medische zorg & Voeding
- Kerkplanting & Toerusting
- Educatie, Werk & Inkomen

## Geschiedenis

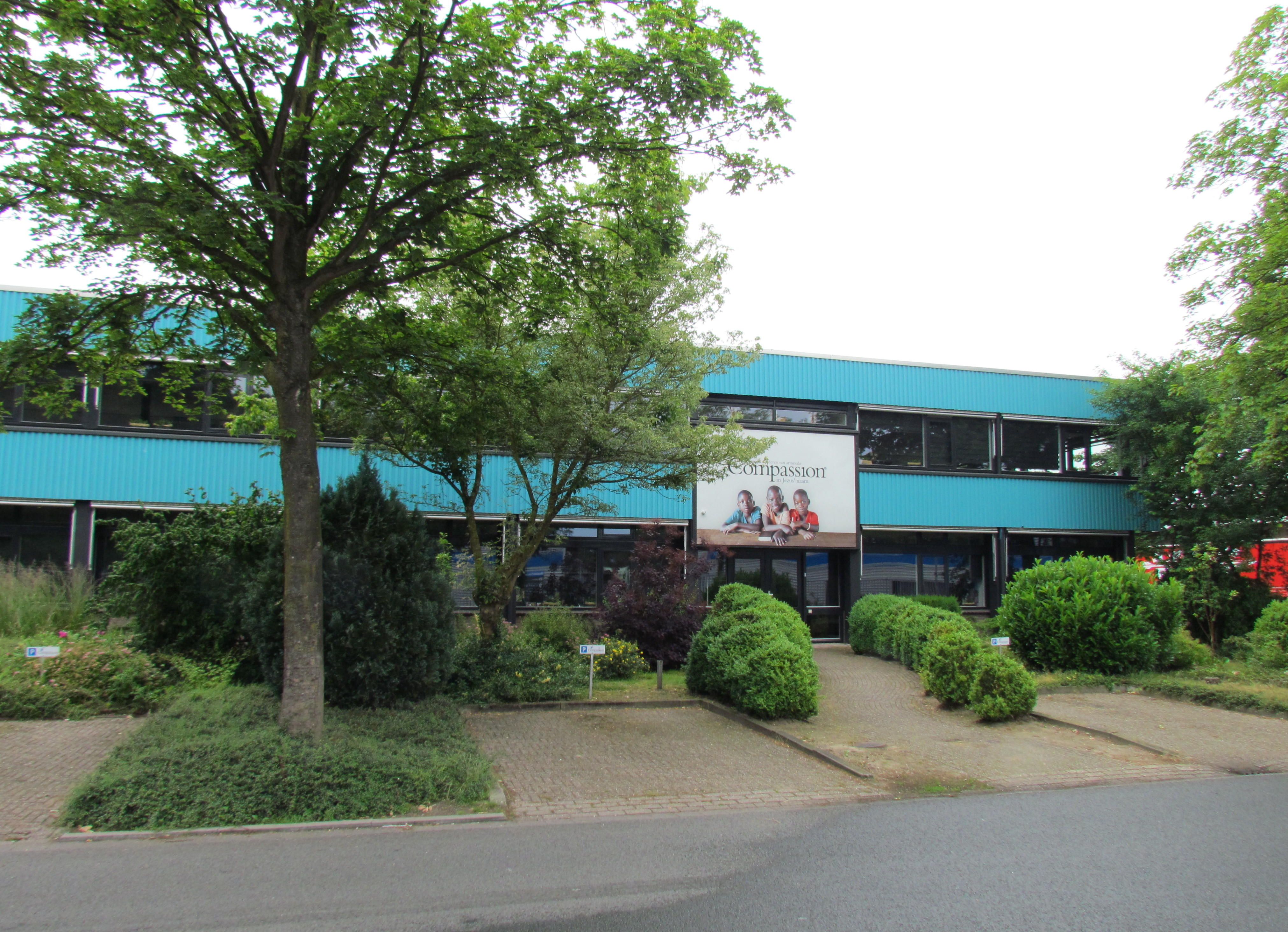
Kantoor van Compassion Nederland

Compassion is opgericht in 1952 in Korea door de Amerikaanse evangelist Everett Swanson. Tijdens en vlak na de Korea-oorlog zag hij de verschrikkingen in het land waar hij als legerpredikant werkte. Kinderen zwierven op straat, omdat ze wees of verstoten waren.
Terug in Amerika liet het Swanson niet los en begon hij een weeshuis te ondersteunen. Al snel kwamen er meer weeshuizen bij en bleek dat er behoefte was aan langetermijnhulp. In 1952 zette hij een sponsorprogramma op. Zo kon een westers gezin een kind in nood ondersteunen: het begin van Compassion. Zijn inspiratie kwam uit Mattheüs 15:32: “I have compassion on the multitudes. I will not send them away."
Compassion Nederland is gevestigd in Apeldoorn en actief sinds 1996. De organisatie draagt het keurmerk van het CBF en wordt aangemerkt als Algemeen Nut Beogende Instelling (ANBI). Via Compassion Nederland worden momenteel meer dan 54.000 kinderen gesponsord.